# ابو (خدا)
ابو خدای بین‌النهرینی بود. شخصیت او به خوبی درک نشده است، اگرچه گمان می‌شود که او با پوشش گیاهی و مارها مرتبط بوده است. او اغلب با خدایی gu2-la2 جفت می‌شد، در ابتدا متمایز از گولا در نظر گرفته شد، اما بعداً با او ترکیب شد.

## نام و شخصیت
خوانش علامت دوم در نام ab-u2 نامشخص است، و علاوه بر Abu قرائت پیشنهادی دوم Abba است.
شخصیت ابو بسیار کم شناخته شده است.

## ارتباط با سایر خداییان
به دلیل کنار هم قرار گرفتن مکرر، چنین تصور می‌شود که همسر ابو الهه gu2-la2 بوده است، نقش این شخصیت در پانتئون بین‌النهرین هنوز ناشناخته است.

## پرستش
ابو در اسامی تئوفوریِ به دست آمده در شوروپاک و لاگاش از دوره دودمانی نخستین، مانند Ur-Abu یا Shubur-Abu گواهی شده است.